# Hydrocharis
Hydrocharis là một chi thực vật có hoa trong họ Hydrocharitaceae.